# НИЛИ врата
| УЛАЗ A B | УЛАЗ A B | ИЗЛАЗ A НИЛИ B |
| 0        | 0        | 1              |
| 0        | 1        | 0              |
| 1        | 0        | 0              |
| 1        | 1        | 0              |

НИЛИ врата или НИЛИ коло, НИЛИ капија (енгл. NOR gate) су дигитална логичка врата чији излаз прати таблицу истине показану на лијевој страни. Логичка јединица „1“ се појављује на излазу само ако су оба улаза у стању логичке нуле „0“.
НИЛИ врата су универзална (уз НИ врата) јер све функције Булове алгебре могу бити извршене са НИЛИ вратима. Као примјер, логичка ИЛИ функција се постиже спајањем других НИЛИ врата којима су кратко спојени улази (па раде као НЕ врата (инвертер)) на излаз првих НИЛИ логичких врата.

## Симболи
Постоје 2 симбола за НИЛИ коло, обични („војни“, „амерички“) и четвртасти (ИЕЦ).

## Хардверски опис и распоред пинова
НИЛИ врата су основна логичка врата и као таква постоје у TTL и CMOS изведби као интегрална кола.
Примјер четвороструких НИЛИ врата у дигиталном ЦМОС колу се види на слици. Два слободна пина се користе за напајање интегралног кола.
- ТТЛ НИЛИ кола:
  - 7402: четворострука НИЛИ врата са по 2 улаза
  - 7427: трострука НИЛИ врата са по 3 улаза
- ХЦМОС НИЛИ кола:
  - 74ХЦ02: четворострука НИЛИ врата са по 2 улаза
  - 74ХЦ27: трострука НИЛИ врата са по 3 улаза